# Eduard Linnemann
Eduard Linnemann (Frankfurt am Main, 2 de fevereiro de 1841 — Praga, 4 de abril de 1886) foi um químico alemão.
Estudou química na Universidade de Heidelberg e na Universidade de Karlsruhe. Após o doutorado trabalhou com Friedrich August Kekulé von Stradonitz na Universidade de Ghent e com Leopold von Pebal na Universidade de Lviv. Foi indicado professor da Universidade de Lviv em 1865, depois mudou para a Universidade de Brno, de 1872 a 1875, e então foi professor na Universidade Carolina, até falecer em 1886.

## Referencias
- Pavel Šišma (2004). «Teachers of physics and chemistry at the German Technical University in Brno» (PDF). Masaryk University
- Hofmann, A. W. (1886). «Sitzung vom 10. Mai 1886». Berichte der deutschen chemischen Gesellschaft. 19. 1149 páginas. doi:10.1002/cber.188601901258